# まもるクンは呪われてしまった!
『まもるクンは呪われてしまった!』（まもるクンはのろわれてしまった）は、グレフとガルチ（後のカヤックアキバスタジオ）の共同開発による「呪われアクションシューティング」と称する、任意スクロール型シューティングゲーム。略称は「まものろ」。
アーケードゲームとして、2008年7月に稼動開始。使用システム基板はNAOMI。2009年6月25日に、Xbox 360移植版が発売され、2010年6月29日にはゲームオンデマンドでの配信も開始された。また、2011年3月31日には、サイバーフロントによってワイド画面（16:9）仕様へとリメイクされたPlayStation 3用ソフト『まもるクンは呪われてしまった！〜冥界活劇ワイド版〜』が発売。
2025年9月25日にNintendo Switch・PlayStation 5・PlayStation 4・Xbox Series X/S・Steam移植版となる『まものろKAI! 〜まもるクンは呪われてしまった!〜』がシティコネクションより発売予定。

## システム
ステージにはワールド（通常ステージ、難易度は低いが長い）とミッション（ボス戦ステージ、短いが難易度が高い）の2種類がある。「ワールド」をクリアすると、そのボスと戦える「ミッション」が選択可能になる（条件を満たすと隠しミッションも登場する）ので、どちらかのステージを選んでゲームを進行していく。敵や敵弾に当たるとライフが減り、ライフがなくなるとゲームオーバー。
スクロールについては、奇々怪界等の多方向攻撃・移動型任意スクロールであり、道中は基本的に上方向に向かって進行する。
ゲームには、全体を通してプレイ可能な時間である「活動時間」が設定されている。ゲーム開始時に5分が与えられ、ワールド進攻中、あるいはミッション進行中に常に減少して行く(ステージ選択中は減少しない。また、プロローグステージでは減少しない)。ステージ内でアイテムを取得することで数秒回復する他、各ステージ、および各ミッションをクリアすることで回復させることが可能である。
ステージクリア時に残存している活動時間が1分未満である場合、活動時間は回復せず、次のステージは(偽の)最終決戦ステージに固定され、本ステージの終了を以ってゲーム終了となる。さらにステージ途中で残存活動時間が0となった場合、魂葬神と呼ばれる、いわゆる永久パターン防止キャラが出現する。この魂葬神は倒すことが出来ず、攻撃を止めさせるためにはステージを終了するか、ゲームオーバーになるしかない。
後述する通り、ワールドは全5種類が存在する。うち4ワールドをクリアした後は、ステージが「最終決戦」に固定される(この時点ではミッションも選択不能となる)ため、1クレジットで遊べる最高ステージ数は、ワールド4＋ミッション4＋最終決戦の合計9ステージとなる。

### 操作方法
操作方法は8方向レバー＋2ボタン。
レバー
自機の移動に使用する。同時に自機を回頭させ、ショットの射撃方向を変更する。
ショットボタン
押すと自機の向いている方向にショットを撃つ。ボタンを押しっぱなしにすると、ショットの方向がその時撃っている向きに固定される。ボタン押しっぱなしの状態でレバーを操作すれば、ショットの発射方向を変えないままキャラクターを移動させることが出来る。
呪い弾ボタン
「溜め撃ち」が可能な呪い弾を発射する。呪い弾は発射して地面に着弾するまでは敵の通常弾を消す効果がある。“呪い”システムについては後述。

### 呪いシステム
本作における特徴的なシステムに、「呪い弾」と呼ばれる溜め撃ちショットを利用して、敵機、あるいは自機を呪われ状態にする“呪い”システムがある。
ゲーム中、「呪い弾」ボタンを押すか、押し続けて「溜め」て放すことで、自機が向いている方向に「呪い弾」と呼ばれる特殊なショットを発射することができる。上述の敵弾消去以外にも、「溜め」始めの一瞬は若干の無敵時間が発生する。
活用することでスコアを上げたり、持続的なダメージを与えたり、または自機をリスク付きで強化することが可能。
小呪い弾
呪い弾ボタンを短押しした場合は「小呪い弾」という、小型の「呪い弾」が発射される。この「呪い弾」は一定距離を進んだ後、耐久力のある敵にヒットしなかった場合は、地面に着弾して「呪いフィールド」を展開する。この「呪いフィールド」に小型敵、あるいは自機が接触することで、“呪われ”状態となる。
“呪われ”状態となった小型敵は、“錯乱”し、移動・攻撃パターンが変化する(いわゆる「ランクが上がった」状態になる)。この状態の敵を倒すことで大量の得点アイテムを取得することが出来るほか、該当する敵が発射した弾も得点アイテムに変化する。
大呪い弾（溜め撃ち）
呪い弾ボタンを一定時間以上溜めて発射した場合は「大呪い弾」という、大型の「呪い弾」が発射される。「大呪い弾」は障害物、小型敵、および「呪い弾」が持つ威力以下の耐久力しか持たない敵を貫通して、画面外に消えるまで飛ぶ(逆に言えば、「大呪い弾」で小型敵を“呪われ”状態にすることはできない、という意味にもなる)。威力は「溜め」た時間によって決定される。
「呪い弾」が持つ威力以上の耐久力を持った敵にヒットした場合は、その敵を“呪われ”状態にすることができる。効果は「小呪い弾」と同様であるが、さらにヒットした敵を中心とした「呪いフィールド」が展開される。これが消えるまで、範囲内に入り込んだ、耐久力のある敵全てに連続してダメージを与えつづけることが出来る他、範囲内に小型敵が入り込んだ場合、その敵も“呪われ”状態にすることができる。ただし、この時の「呪いフィールド」では、後述する自機への「呪い」をかけることはできない。
自機の呪われ状態
「小呪い弾」によって地面に展開された「呪いフィールド」に自機が入ることで、“自機を呪う”こともできる。“呪われ”ている間、自機はパワーアップした状態になり、移動速度、ショット威力が大きく上がる他、キャラクターによってはオプションが特殊な挙動を示すようになる。
ただし、呪われている間は追加で呪い弾を撃つことは出来ない他、呪いが解けてしまうと、自機のパワーが一段階ダウンしてしまう、僅かな時間であるが呪い弾を撃てない時間が発生する、というデメリットも存在する。

### アイテム
敵を倒したり、フィールド上の障害物を破壊するとアイテムが出現する。
ハート
ライフが回復する。本作では比較的入手しやすい傾向があるが、いわゆる1UPアイテムと異なり、ゲーム開始時に与えられたライフ数が上限値となる。ライフを消耗していない状態で取った場合は30000点のボーナス。
自動的に回収されないため、キャラクターを接触させて取る必要がある。
カプセル
4つ集めるごとに自機がパワーアップし、1段階目・2段階目では(キンヤ、ルキノを除いて)2体1組でオプションを獲得する。最大4段階。
出現すると波軌道を描きながら、ゆっくりと画面下に向かって移動する。完全に接触しなくとも、近くに寄るだけで獲得できる。
炎
活動時間が少しだけ回復する。完全に接触しなくとも、近くに寄るだけで獲得できる。
コンペイトウ
得点アイテム。連続して獲得することで「コンボ」となり、ボーナス得点が得られる。
出現すると画面下に向かって「落ちて」行くような軌道で移動するが、画面上から消えない限り、ショットボタンを離すことで全て回収される。

## キャラクター
知花まもる（ともか まもる）
声: 白石涼子
本作の主人公。セーラー服風の上衣にハーフパンツを合わせた格好をしている少年。12歳。魂属性は「雷」。
自機前方に弾を発射するストレートタイプで、作中の説明によれば「初心者向け」とされている。オプションは雷神を模した姿をしており、自機斜め後方に左右2体ずつ配置される。
自機呪い時は、オプションが周囲の敵に張り付いて、張り付いた敵が倒されるまで攻撃を続ける。同時に張り付くのは敵1体に限られることに注意が必要。
現世で交通事故に遭遇した直後、ふるるによって冥界に召喚された。負けず嫌いで、年齢のわりには金銭感覚に鋭いものを持っているようである。

深雪マユノ（みゆき マユノ）
声: 佐藤朱
14歳。学生服の上から十二単風の着物を羽織った格好をしている少女。魂属性は「雪」。
自機前方に弾を発射するストレートタイプで、作中の説明によれは「上級者向け」とされている。オプションはウサギを模した姿をしており、自機に連なって移動し、自機が向いている方向に弾を発射する。
自機呪い時はショットと移動速度が強化される。説明は無いが、自機呪い時は呪いボタンを押し続けることで、オプションの配置を固定することが可能。
現世での記憶が曖昧で、服装から学生であることが推察されること以外、召喚前に何をしていたのかはっきりしない。感情を表に出すことが少なく、当人のおとなしい話し方もあって、非常に儚げな印象を受ける。よくも悪くもマイペース。
Xbox 360版のストーリーモードでは、現世で起こっていたことが明らかにされる。
ある条件を満たしてゲームクリアすることで見られる後日談イラストでもわかる通り、現世ではロングヘア。
西風キンヤ（ならい キンヤ）
声: 松村幸洋
17歳。緑色のジャージのような格好をし、頭にサングラスを載せ、ヘルメットを持った少年。魂属性は「風」。
自機から扇形に弾を発射するワイドタイプで、作中の説明によれば「初心者向け」とされている。オプションは風神を模した姿をしており、パワーアップの有無を問わず、自機前方に1体のみ配置される。
自機呪い時は、自機を中心に全方位に対して一斉にショットが発射される。
バイク好きの高校生であり、冥界にはとある日のアルバイトからの帰宅途中に召喚された。関西弁を話す。人付き合いは悪くはないが、自分の感性をたよりに行動することが多く、協調性はあまり高くない模様。
なお、煙草のようなものを銜えている姿で描かれているが、煙草を模した菓子であるとのこと。
日向寺ベニ子（ひがてら ベニこ）
声: 吉川未来
16歳。シャツの上から青のニットワンピースのような服を合わせた格好をした少女。魂属性は「狐火」。
自機前方に弾を発射すると同時に、オプションが斜め方向への攻撃を担当するワイドタイプで、作中の説明によれば「上級者向け」とされている。オプションはキツネを模した姿をしており、自機周辺に配置されて、前後移動により回頭するが、ショットボタンを押している間は方向が固定される。
自機呪い時は、オプションが自機前方に横一列に並び、周囲の敵に向けて自動的に回頭して一斉射撃を行う。
全寮制の女子高に通う学生であり、冥界には学園生活の最中に召喚された。さっぱりとした性格で、周囲からの人望も厚い。
なお、作中「燐火の力を…」と何度か発言するが、燐火とは狐火の別名である（詳しくは狐火の項を参照）。
地獄谷ふるる（じごくだに ふるる）
声: 今野宏美
本作のナビゲーションも担当している少女。いわゆる巫女服をイメージさせる着衣の上から、羽織を羽織った格好をしている。年齢不詳。アーケード版では隠しキャラクターであり、特定のコマンドを入力することで使用可能となる。家庭用版では最初から使用可能。アーケードモードクリア時のイラストは、他の4人のものが使用される(ある条件を満たしてゲームクリアすることで見られる後日談イラストは専用のものが描き下ろされている)。作中に記述はないが、魂属性は「花」。
自機前方に弾を発射するタイプのショットを行う。作中の(自身による?)説明によれば「ぶっちゃけ最強」。オプションは人魂を模した姿をしており、自機周囲を常に周回している。
自機呪い時は、オプションの周回半径、ならびに周回速度が上昇する。
自称、冥界に浮かぶ“ご神木”に仕える巫女。まもる達を冥界に召喚した張本人であり、彼らと共に冥界解放のために転戦することとなる。当人はリーダーのつもりであるらしいが、外観そのままに思考も子供同然であり、扱いはマスコットのそれである。
なお、作中「じじ様」と何度か発言するが、これは“ご神木”のことを指している模様。
鬼怒川のわ（きぬがわ のわ）
声: 伊藤かな恵
家庭用版のストーリーモードに登場する、鬼族の少女。年齢不詳。いわゆるシスター服をイメージさせる格好をしている。Xbox 360版では、アーケードモードでプレイヤーキャラとして使用するダウンロードコンテンツが2009年7月30日に配信開始(400MSP。ステージクリア時のイラストは専用のものが描き下ろされている)。PS3版では最初から使用可能。ストーリーモードではプレイヤーキャラクターとしては使用できない。作中では明言されていないが、魂属性は「夜」。
自機前方に弾を発射すると同時に、オプションが斜め方向に誘導性能のある弾を発射するホーミングタイプで、作中の説明によれば「初心者向け」とされている。オプションはコウモリを模した姿をしており、自機周辺に配置される。
自機呪い時はショットの連射速度、ならびに攻撃力が上昇する。
からくり城の主。ふるるとは以前からのライバル関係であるが、周辺にはおおむね同類扱いされている模様である。冥界の中では数少ない、呪いに対抗する能力を持っているが、ふるる達との共同作戦は取らず、独自に行動している。
なお、普段は東北弁を思わせる訛りが入っている模様であり、作中でもふるると言い合いをしている歳にはその姿を見せている。
鳴神ルキノ（なるかみ ルキノ）&カレル・ヴェルフェル
声: 菅沼久義（ルキノ） / 金子英彦（カレル）
「旋光の輪舞」シリーズからのゲスト出演。学生服(いわゆる学ラン)の上から、白い外套を羽織り、腰に刀を帯びた姿をしている。14歳(原作における年齢)。また、カレルはまもるの「憑き物」(オプション)に似た、雷神を模した姿にアレンジされている(原作同様、横分けの髪型に眼鏡をかけ、チェッカー模様のネクタイを着けている)。Xbox 360版では、アーケードモードにてプレイヤーキャラとして使用するダウンロードコンテンツが2009年8月7日に配信開始(400MSP。ステージクリア時のイラストは専用のものが描き下ろされている)。PS3版では最初から使用可能。ストーリーモードではプレイヤーキャラクターとしては使用できない。作中では明言されていないが、魂属性は「漢」。
自機(ルキノ)からV字型に弾を発射すると同時に、オプション(カレル)が直近の敵に向けて、着弾と同時に爆発する弾を発射する「スナイプタイプ」で、作中の説明によれば「初心者向け」とされている。オプションはパワーアップの有無に関わらず、自機後方に1体のみ配置される。
自機呪い時はショットの攻撃力が上昇する他、オプションのショットの連射速度が大幅に上昇する。
詳細なプロフィールは、「旋光の輪舞」の登場人物中における、「ルキノ・ナルカミ」および「カレル・ヴェルフェル」の項を参照。冥界に召喚された理由は作中では語られていない。

## ワールド
ゲーム開始時に選択できるワールド(ステージ)は5つ。進攻する順番は自由に選択可能であるが、1ゲーム内で同一のワールドを2回以上選択することはできない。また、前述の通り、クリア時点で残存活動時間が1分未満である場合、次のステージが強制的に(偽)最終決戦に固定されるため、次にどのワールドを進攻するかは活動時間の残量を見て判断しなければならない。
ワールド難易度は大小の「火の玉」の数として表現されている(表示上は最大で大火の玉6個)が、ノーミスでクリアしたワールドやミッションの数が増えるにつれて難易度も上昇する(=後に選択した場合は同一のワールドでも難易度が高くなる)。具体的には、難易度表記上は、ノーミスで1ワールド・1ミッションをクリアする度、後述する基準で小火の玉1個分が追加される。
以下に記載している難易度については、初期状態のものである。便宜上、大火の玉は1、小火の玉は0.5として数える。
プロローグ(難易度記述なし)
“ご神木”の下から飛び立ち、冥界の穴に飛び込むまでの短いステージ。本ステージ中は活動時間は減少しない。ボスは登場せず、一定距離強制的に進んだところでクリアとなる。ゲームスタート時にチュートリアルを選択した場合は登場しない。
桜の古郷(難易度1)
冥界内の桜の名所とされるワールド。ステージ内には桜が咲き、蝶の姿をした敵が飛び交うなど、長閑な印象を受ける構造となっている。しかしステージ後半には一転して雪景色となり、氷をモチーフにした障害物が立ち並ぶ構造となる。
冥界入口(難易度1)
深夜の神社境内を連想させるワールド。和風の塀で仕切られた通路を進攻して行く。ステージ中には分岐路があるが、本ワールドの分岐路については(見た目的に判りづらいこともあってか)ふるるから存在の指摘が行われる。
空中庭園(難易度1.5)
空に浮かぶ回廊を進攻して行くワールド。中型～大型の戦闘機を思わせる敵が多数配置され、また引っ切り無しに戦闘機型の小型敵が飛来する。また、分岐路の数が非常に多い。ワールド中にワープゾーンが存在し、入ることで小部屋(小型の浮き島?)に転送されるギミックが存在する。
南国寺院(難易度1.5)
南の島を連想させるワールド。前半は島の上、後半は海の上を進攻する。特に後半は足場が狭くなる他、船との戦闘が入るなど、移動の自由度が比較的低い。
からくり城(難易度2)
初期状態で選択できるワールドでは唯一難易度2に設定されているワールド。名前の通り、全体に渡って様々なからくりに満たされた構造となっている城であり、回転する刃物や針の飛び出す床などの罠が多数設置されている。
家庭用版に登場するのわは、からくり城の主である。
最終決戦(偽) (難易度5～6)
ワールドクリア時に残存活動時間が1分未満である場合に、強制的に選択させられるワールド。難易度はそれまでに攻略したワールド数によって若干変動する。本ステージ終了後、ゲームはバッドエンドとして終了となる。
最終決戦(難易度5～6)
(偽)最終決戦に分岐することなく4ワールドを攻略することが出来た場合に、強制的に選択させられるワールド。最終ボスとの戦闘がメインとなるステージであり、本ステージ終了後、ゲームはゲームクリアとして終了となる。
尚、本ステージ中では活動時間の表示が消滅するが、活動時間のカウントダウンは継続しており、0になった場合は通常ワールドと同様に魂葬神が出現する。
プロローグと最終決戦を除くワールドは、攻略後、強化されたワールドボスと再戦することができる「ミッション」を選択することが出来るようになる。また、一定条件を満たすことで、ワールドボスとは異なるボスと対戦することができる、特殊なミッションを選択することもできるようになる。

## ストーリーモード
ストーリーモードは、Xbox 360版において追加された新規ゲームモードである。
本ゲームモードでは、ステージ選択を行わず、プレイヤーはあらかじめ決められた順序で全5ワールドすべてを通しで進攻することとなる。本ゲームモードには「活動時間」の概念はない。また、ステージクリアごとにセーブが行われ、ゲームオーバーになった場合、あるいはゲームを中断した場合、ステージ最初から(正確には前ステージのエピローグから)ゲームを再開することができるようになっているが、後述するキャラクターの残存状況まで含めてセーブが行われることに注意が必要である。
本ゲームモードでは、ゲーム開始時にキャラクターの登場順を設定することとなる。本ゲームモードでは、使用中のキャラクターでミスをした場合、次に選択したキャラクターに交代して続きの進攻を行う。ミスをしたキャラクターは、ライフアイテムを取得するか、一定数以上コンペイトウ(得点アイテム)を取得することで、交代順が近いキャラクターから順に復活することができる。
全滅した場合はゲームオーバーとなる。
この他、本ゲームモードでは、パワーアップは常に最大状態となる。自機“呪い”によるパワーダウンも存在しない。
ステージの進攻順は一定であるが、ゲーム中で一定条件を満たすことでストーリーが分岐する。

## 冥界活劇ワイド版
「まもるクンは呪われてしまった！ ～冥界活劇ワイド版～」(以下本項では「冥界活劇ワイド版」と呼ぶ)は、本作のプレイステーション3へのリメイク移植版である。サイバーフロントより2011年3月31日発売。初回/限定版特典として、キャラクターの外観を変更するダウンロードコンテンツのコードが添付。
Xbox 360版ではダウンロードコンテンツによって追加する形となっていたのわ、ルキノの両名が最初から使用可能になっている他、名前の通りワイド画面（16:9）仕様にリメイクされた「冥界活劇モード」が追加されている。

### 冥界活劇モード
「冥界活劇モード」は、「冥界活劇ワイド版」にて追加された新規ゲームモードである。
本ゲームモードでは、ステージ選択の代わりに、あらかじめ決められた順序でワールドを通しで進攻する「コース」を選択する。コース毎に各ワールドは通常とは異なるカスタマイズが行われた状態となっている。本ゲームモードには「活動時間」の概念の代わりに、コース内の各ステージ毎に制限時間が存在する。
本ゲームモードでは、ゲーム開始時にキャラクター7名中3名を選択し、登場順を設定する。使用中のキャラクターでミスをした場合、次に選択したキャラクターに交代して続きの進攻を行う。全滅した場合はゲームオーバーとなる。

## 評価
PS3版はGameSpotは7/10のスコアで挑戦的でエキサイティングなシューティングアクション、深みを与える呪いシステムを賞賛、ビジュアルはエステティックだが敵の弾やボーナスの宝石がちらつくことがあるといったゲームプレイに影響を与えるとした。
Xbox 360版はファミ通Xbox360クロスレビューでは7、8、7、7の29点。レビュアーは「AC版が広い支持を得られなかった原因である呪い弾と時間制限の関係がわかりにくかった点が移植版では呪い弾の使い方がわかりやすい」「各種設定で連射速度や難易度変更が可能になったことで初心者やAC版が遊びにくかった人にも優しくなった」「新モードや新しい操作方法、制限時間がなくなったことで好みのプレイスタイルができる」とした他、ストーリーやグラフィックを賞賛した。